# Superman: Escape from Krypton
Superman: Escape from Krypton (eerder Superman: The Escape) is een stalen lanceerachtbaan in attractiepark Six Flags Magic Mountain.

## Algemene informatie
Superman: Escape from Krypton is de snelste boomerang achtbaan ter wereld. De achtbaan is een dubbel track. De bezoekers worden met 160 km/u afgeschoten, om vervolgens in een hoek van 90 graden weer terug te vallen en af te remmen richting het station. Het hele gebeuren duurt maar rond de 25 seconden. Tot 2010 werden de treinen vooruit gelanceerd. Sinds 2011 worden de treinen achteruit gelanceerd.
Superman: Escape from Krypton was totdat Dodonpa in Fuji-Q Highland kwam de snelste achtbaan ter wereld. Het was de eerste baan die 100 mph haalde.